# Finale du championnat de France de rugby à XV 2018-2019
La finale du championnat de France de rugby à XV 2018-2019 se déroule le samedi 15 juin 2019 au Stade de France à Saint-Denis. Les deux premiers de la phase régulière, le Stade toulousain et l'ASM Clermont, se retrouvent en finale.
Le Stade toulousain remporte la finale sur le score de 24 à 18, avec deux essais inscrits par Yoann Huget.
Jérôme Garcès, désigné pour la seconde fois consécutive comme arbitre central de la finale, arbitre son dernier match en Top 14.

## Contexte

### Finale du championnat
La finale du Top 14 vient terminer la saison 2018-2019 de la plus haute division nationale de rugby à XV. L'équipe vainqueur remporte le bouclier de Brennus, célèbre trophée, ainsi que le titre de « Champion de France ». C'est la 120e édition. Le champion en titre est le Castres olympique, vainqueur la saison précédente du Montpellier HR.

### Participants
Les deux équipes finalistes, Toulouse et Clermont, se qualifient à l'issue d'une saison régulière de 26 journées, débutée le 25 août dernier, et d'une phase finale auquel participe les six équipes les mieux classées. Toulousains et Clermontois se rencontrent pour la quatrième fois à ce stade de la compétition, chacune des finales ayant été remportées par Toulouse (1994, 1999, 2001 et 2008).
Lors des saisons précédentes, le Stade toulousain connait des difficultés sportives et le club le plus titré dans la compétition retrouve la finale pour la première fois depuis sa victoire en 2012. Le club bats plusieurs records cette saison (dont le plus grand nombre d'essais inscrits ou encore le plus grand nombre de points obtenus) avec un effectif rajeuni et en manque d'expérience à ce stade de la compétition. En effet, seul Maxime Médard a déjà connu un titre de champion de France avec Toulouse.
Après une longue série de dix défaites en finale avant de remporter son premier titre en 2010, l'ASM Clermont Auvergne remporte le bouclier il y'a deux ans en 2017. Avec une saison 2017-2018 terminée à une décevante neuvième place, les Clermontois retrouvent le haut du classement et terminent la saison à la seconde place, décrochant notamment un record de points avec 828 unités. Quelques semaines plus tôt, l'équipe remporte le Challenge européen.

### Lieu et événement
La finale se tient traditionnellement au Stade de France en région parisienne. Le duo de rappeurs toulousains Bigflo et Oli, qui s'affichent ouvertement supporters du Stade toulousain, réalisent le concert de clôture de la finale. L'information est officiellement dévoilée le 21 décembre 2018 par la ligue nationale de rugby.
Événement populaire dans les deux villes finalistes, les deux maires annoncent la mise en place d'écrans géants sur la place du Capitole de Toulouse et la place de Jaude de Clermont-Ferrand.

La finale, qui débute à 20 h 45, est diffusée simultanément par Canal+ et par France 2.

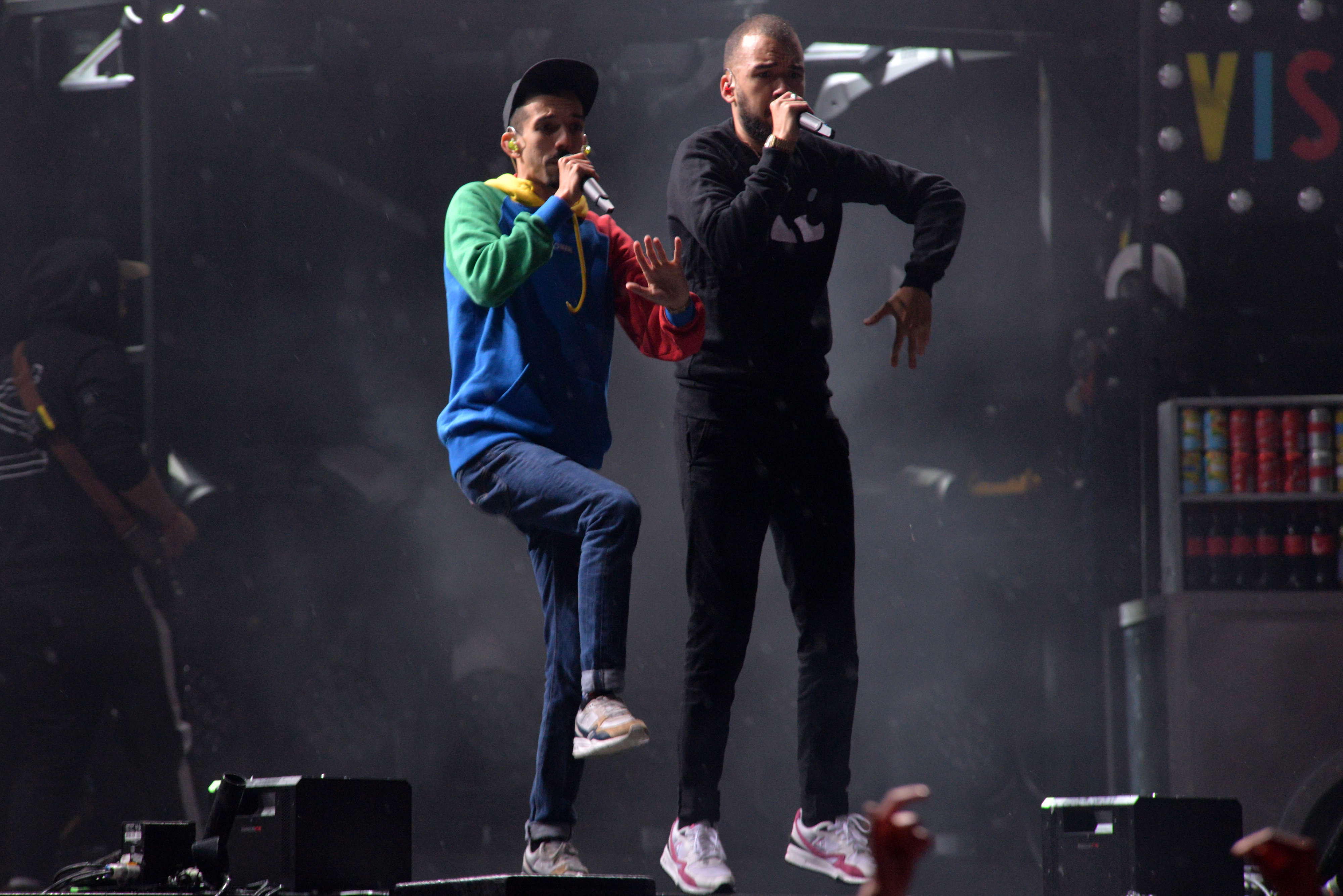
Les frères Bigflo et Oli réalisent le concert de clôture de la finale.

## Parcours des participants

### Classement
Les deux équipes battent le précédent record de points inscrits en une saison, 800 points.
| Rang | Club                  | J  | V  | N | D  | Bo | Bd | Pm  | Pe  | Diff | Pts |
| ---- | --------------------- | -- | -- | - | -- | -- | -- | --- | --- | ---- | --- |
| 1    | Stade toulousain      | 26 | 21 | 2 | 3  | 9  | 1  | 820 | 508 | +312 | 98  |
| 2    | ASM Clermont          | 26 | 16 | 3 | 7  | 9  | 4  | 828 | 535 | +293 | 83  |
| 3    | Lyon OU               | 26 | 17 | 1 | 8  | 7  | 1  | 683 | 525 | +158 | 78  |
| 4    | Racing 92             | 26 | 15 | 1 | 10 | 8  | 4  | 750 | 563 | +187 | 74  |
| 5    | Stade rochelais       | 26 | 16 | 0 | 10 | 6  | 1  | 719 | 616 | +103 | 71  |
| 6    | Montpellier HR        | 26 | 14 | 1 | 11 | 6  | 6  | 659 | 546 | +113 | 70  |
| 7    | Castres olympique     | 26 | 15 | 0 | 11 | 4  | 5  | 508 | 499 | +9   | 69  |
| 8    | Stade français Paris  | 26 | 14 | 0 | 12 | 4  | 4  | 583 | 579 | +4   | 64  |
| 9    | RC Toulon             | 26 | 12 | 0 | 14 | 6  | 3  | 572 | 542 | +30  | 57  |
| 10   | Union Bordeaux Bègles | 26 | 12 | 1 | 13 | 4  | 3  | 618 | 711 | -93  | 57  |
| 11   | Section paloise       | 26 | 9  | 0 | 17 | 2  | 5  | 501 | 763 | -262 | 43  |
| 12   | SU Agen               | 26 | 8  | 1 | 17 | 0  | 4  | 431 | 654 | -223 | 38  |
| 13   | FC Grenoble           | 26 | 5  | 2 | 19 | 0  | 5  | 448 | 691 | -243 | 29  |
| 14   | USA Perpignan         | 26 | 2  | 0 | 24 | 0  | 4  | 433 | 821 | -388 | 12  |

### Phases finales
Les deux équipes se qualifient directement pour les demi finales du championnat se déroulant au Matmut Atlantique de Bordeaux. Toulouse élimine La Rochelle le samedi soir et est rejoint le dimanche après-midi par Clermont qui se défait de Lyon.

### Confrontations
Les deux équipes s'affrontent deux fois au cours de la saison, pour un match nul et une victoire toulousaine.

### Parcours européen
Le Stade toulousain évolue en coupe d'Europe et se fait éliminer en demi finale par les Irlandais du Leinster. L'ASM Clermont évolue lui en Challenge européen, compétition qu'ils remportent en battant en finale La Rochelle.
Note : dans les résultats ci-dessous, le score du finaliste est toujours donné en premier.
| Équipe           | Pts | J | G | N | P | +/-  |
| ---------------- | --- | - | - | - | - | ---- |
| Leinster         | 25  | 6 | 5 | 0 | 1 | +116 |
| Stade toulousain | 21  | 6 | 5 | 0 | 1 | +13  |
| Bath             | 10  | 6 | 1 | 1 | 4 | -37  |
| Wasps            | 4   | 6 | 0 | 1 | 5 | -92  |

| Équipe             | Pts | J | G | N | P | +/-  |
| ------------------ | --- | - | - | - | - | ---- |
| ASM Clermont       | 30  | 6 | 6 | 0 | 0 | +187 |
| Northampton Saints | 21  | 6 | 4 | 0 | 2 | +155 |
| Newport            | 10  | 6 | 2 | 0 | 4 | -22  |
| Timișoara Saracens | 0   | 6 | 0 | 0 | 6 | -320 |

## Match

### Résumé
(mt : 11-9)
Homme du match : Yoann Huget (Stade toulousain)
Points marqués :
Toulouse :
- 2 essais de Huget (28e, 55e)
- 1 transformation de Ramos (56e)
- 4/4 pénalités de Ramos (9e, 18e, 49e, 66e)

Clermont :
- 6/6 pénalités de Laidlaw (2e, 14e, 34e, 52e, 61e), Lopez (72e)

Évolution du score :
0-3, 3-3, 3-6, 6-6, 11-6, 11-9 mt, 14-9, 14-12, 21-12, 21-15, 24-15, 24-18.
Arbitre : Jérôme Garcès
Le protocole de la finale du championnat se compose d'une Marseillaise et d'une présentation des acteurs du match au président de la République, Emmanuel Macron.
Clermont engage la partie et les Toulousains récupèrent le ballon mais sur le deuxième temps de jeu, Toulouse est sanctionné pour un déblayage sur le côté : Laidlaw passe les premiers points du match. S'ensuit un chassé croisé qui amène les deux équipes à 6 points partout. La première partie du match est brouillonne et les joueurs enchaînent les petites fautes. À la 27e minute, Toulouse obtient une mêlée à 15 mètres de l'en-but clermontois face aux perches. Monsieur Garcès sanctionne la mêlée clermontoise d'un bras cassé, Dupont joue vite, l'équipe enchaîne sur un temps de jeu avant que Ramos ne serve Kolbe en 2 contre 2. L'arrière sud-africain prend de vitesse son vis-à-vis, fixe Raka et décale Huget en bout de ligne. La transformation passe à côté (11-6). À la demi heure de jeu, Toulouse obtient une touche sur la ligne médiane. Dupont se fait intercepter par Lee, repris à 15 mètres de l'en-but toulousain par le demi de mêlée. Kolbe plaque le soutien Yato, fraîchement entré en jeu, avant que celui-ci ne reçoive le ballon. Il reçoit alors un carton jaune et les Clermontois décident de prendre les points : 11-9, score maintenu jusqu'à la mi-temps.
Au retour des vestiaires, les buteurs en réussite sur leurs tentatives de pénalités, ajoutent trois points (14-12). Toulouse parvient à trouver des espaces, mais Ramos, décalé par Médard est poussé en touche par Toeava à cinq mètres de l'en-but clermontois. Sur la touche, Gray dévit le ballon pour Dupont puis Mauvaka qui manque de marquer un essai. Les Toulousains récupèrent une mêlées à cinq mètres et après une faute clermontoise, les Toulousains insistent sur avantage. Le ballon sort pour Kaino qui fait une passe basse pour Ramos qui relève le ballon pour Médard, puis Guitoune puis Akhi puis Kolbe qui décale Huget en bout de ligne pour son second essai de la soirée, essai transformé. Le Stade toulousain mène alors de 9 points (21-12), écart qui se maintient avec une pénalité de chaque côté (24-15). Lopez passe une nouvelle pénalité pour un hors-jeu de ligne à 72e minute. Mais les Clermontois ne parviennent pas à déborder la défense toulousaine et le math s'achève sur un en-avant des jaune et bleu.

Le Stade toulousain remporte le vingtième titre de son histoire. le bouclier de Brennus est soulevé par le capitaine Julien Marchand (blessé puis le mois de février) et Maxime Médard.

### Composition des équipes
La composition des équipes est annoncée par les staffs la veille de la rencontre. Les deux équipes ne réalisent aucun changement par rapport à leurs demi-finales. Malgré les critiques sur la performance de Thomas Ramos à l'ouverture en demi finale face à La Rochelle, la staff toulousain le maintien titulaire avec Antoine Dupont à la charnière. Pour Clermont, la charnière est composée de Camille Lopez et Greig Laidlaw en raison de l'absence du capitaine Morgan Parra sur blessure avant le début des phases finales. Les capitaines sont deux Néo-Zélandais nés aux Samoa évoluant au poste de troisième ligne centre, Jerome Kaino côté toulousain et Fritz Lee côté clermontois,.
Lors de l'échauffement, Arthur Iturria, initialement prévu comme titulaire en troisième ligne, se blesse est déclare forfait. Il est remplacé dans le 15 de départ par Judicaël Cancoriet et dans le groupe par Paul Jedrasiak.
| Titulaires · 33e à 43e Cheslin Kolbe 15 · 28e 55e Yoann Huget 14 · Sofiane Guitoune 13 · Pita Ahki 12 · Maxime Médard 11 · Thomas Ramos 10 · Antoine Dupont 9 · Jerome Kaino 8 · François Cros 7 · Rynhardt Elstadt 6 · Iosefa Tekori 5 · Richie Arnold 4 · Charlie Faumuina 3 · Peato Mauvaka 2 · Cyril Baille 1 · Remplaçants · Guillaume Marchand 16 · Clément Castets 17 · Piula Faasalele 18 · Selevasio Tolofua 19 · Richie Gray 20 · Sébastien Bézy 21 · Romain Ntamack 22 · Maks van Dyk 23 · Entraîneur · Ugo Mola · Régis Sonnes · William Servat |  | Titulaires 15 Isaia Toeava 14 Damian Penaud 13 George Moala 12 Wesley Fofana 11 Alivereti Raka 10 Camille Lopez 9 Greig Laidlaw 8 Fritz Lee 7 Alexandre Lapandry 6 Judicaël Cancoriet 5 Sébastien Vahaamahina 4 Sitaleki Timani 3 Rabah Slimani 2 Benjamin Kayser 1 Étienne Falgoux Remplaçants 16 John Ulugia 17 Loni Uhila 18 Peceli Yato 19 Paul Jedrasiak 20 Charlie Cassang 21 Tim Nanaï-Williams 22 Apisai Naqalevu 23 Davit Zirakashvili Entraîneur Franck Azéma Bernard Goutta Didier Bès |

### Arbitrage
Les arbitres sont annoncés officiellement par la Direction nationale de l'arbitrage le 4 juin. C'est Jérôme Garcès qui est nommé arbitre central, pour la troisième fois à ce stade de la compétition (2013 et 2018). Pour la première fois depuis 84 ans, un arbitre dirige deux finales consécutives. Il est accompagné par les arbitres internationaux Mathieu Raynal et Pascal Gauzère à la touche, ainsi que par Eric Gauzins en tant qu'arbitre vidéo,.
Déjà arbitre de la finale de coupe d'Europe Leinster-Saracens en mai dernier, Jérôme Garcès annonce le 11 juin qu'il prendra sa retraite à l'issue de la coupe du monde au Japon, il arbitre ce 15 juin 2019 son dernier match en Top 14. Il a déjà arbitré les deux équipes lors du match aller à Clermont (score final : 20-20).

## Après match
Une fois le trophée remis aux Toulousains, ces derniers réalisent un tour d'honneur pour fêter la victoire avec leurs supporters. La soirée se poursuit par le concert de Bigflo et Oli, portant respectivement un maillot toulousain et un maillot clermontois. Les jours montent sur scène et participe à une partie du concert. La fête se poursuit dans les vestiaires, puis le lendemain lorsque les Toulousains arrivent à l'aéroport de Toulouse-Blagnac. L'ensemble de l'équipe montent ensuite dans un bus pour célébrer leur victoire place du Capitole.
Le Stade toulousain, équipe la plus titrée, remporte son vingtième titre en championnat de France.
L'ailier toulousain Yoann Huget est nommé meilleur joueur de la finale, il reçoit un trophée remis par le judoka Teddy Riner. Il inscrit notamment deux essais dans la rencontre, une première depuis le passage à 14 équipes en 2005.

## Audiences et affluence
Le match est diffusé en simultané sur France 2 et Canal+. France 2 se classe en tête des audiences de la soirée avec 3,2 millions de téléspectateurs en moyenne et une part d'audience de 17,2 % selon Médiamétrie. La chaine réalise un meilleur score que la saison passée pour la finale entre Castres et Montpellier qui avait réuni 3,08 millions de téléspectateurs pour 16,2 % de part d'audience, soit une hausse de 0,12 million de personnes et 1 % de part d'audience. Canal+ réalise de son côté une audience de 792 000 personnes, soit 4,3 % de part d'audience.
L'affluence au stade de France pour ce match est de 79 786 personnes.

## Autres